# Białkowo (województwo mazowieckie)
Białkowo – wieś sołecka w Polsce położona w województwie mazowieckim, w powiecie płockim, w gminie Radzanowo. Leży nad Słupianką dopływem Wisły.
W latach 1975–1998 miejscowość administracyjnie należała do województwa płockiego.